# Florian Vallentin
Florian Vallentin, né Florian Vallentin du Cheylard à Montélimar en 1851 et mort à Sabran en 1883, est un magistrat, épigraphiste en écritures latines et archéologue français, fondateur du Bulletin épigraphique de la Gaule en 1881.